# Stilobezzia minima
Stilobezzia minima är en tvåvingeart som beskrevs av Jean-Jacques Kieffer 1918. Stilobezzia minima ingår i släktet Stilobezzia och familjen svidknott. Inga underarter finns listade i Catalogue of Life.